# Върбен (Драгоманци)
Върбен (на гръцки: Βέρπεν) е антично селище край мъгленското село Драгоманци (Апсалос), Гърция, обитавано от неолита до късната римска епоха.
Местността Върбен е разположена югоизточно от Драгоманци. Представлява антично селище, датирано от късноелинистическата до раннохристиянската епоха. Открити също така са плочести гробове и гробница от късната бронзова или ранната желязна епоха, която има диаметър 15 m. Сред находките има амфора, вероятно гробна и железен нож.
В 1999 година селището е обявено за защитен археологически паметник.